# Tercera República Txecoslovaca
Durant la Segona Guerra Mundial, Txecoslovàquia va desaparèixer com a estat del mapa d'Europa. Que pogués restablir-se un estat sobirà no fou només el resultat de les polítiques dels aliats occidentals victoriosos (França, el Regne Unit i els Estats Units), sinó també una prova de la força de l'ideal txecoslovac encarnat en la Primera República.
Tot i això, Txecoslovàquia va caure sota la influència soviètica, cosa que va condicionar els plans i les estratègies per a la reconstrucció d'Europa durant la postguerra. La futura organització política i econòmica de Txecoslovàquia es va convertir en negociacions entre Edvard Beneš i els exiliats del Partit Comunista de Txecoslovàquia (KSČ), que vivien a Moscou.
Arran del cop d'Estat de febrer de 1948, el Partit Comunista de Txecoslovàquia va arribar al poder amb el suport de la Unió Soviètica i el país va ser declarat una república popular després que la Constitució del Nou de maig entrés en vigor. El nom tradicional de Československá republika (República de Txecoslovàquia), però, no va ser canviat fins a l'11 de juliol de 1960 quan es va aplicar la Constitució de Txecoslovàquia de 1960, com un símbol de la "victòria final del socialisme" al país.

## Història

Escut de la tercera república.

En el període immediatament posterior a la Segona Guerra Mundial, els territoris que Txecoslovàquía posseïa abans de la guerra li van ser restituïts, amb excepció de la Rutènia (cedida a la Unió Soviètica i incorporada a la República Socialista Soviètica d'Ucraïna), i Edvard Beneš va tornar a ocupar el càrrec de president del país, promulgant diversos decrets que revocava la ciutadania txecoslovaca als qui durant l'ocupació alemanya van optar per obtenir la ciutadania alemanya o hongaresa.
En el mateix període, van ser expulsats del país prop de 2,9 milions de persones d'origen alemany i hongarès, per ser considerats col·laboracionistes amb les potències estrangeres i "traïdors" a la pàtria. Els que es van quedar van ser acusats de recolzar col·lectivament als nazis. Al voltant de 250.000 alemanys, molts d'ells casats amb txecs, alguns antifeixistes, així com tots aquells que eren necessaris per a la reconstrucció de la postguerra del país, van romandre a Txecoslovàquia. Gairebé tots els decrets van declarar explícitament que les sancions no s'aplicaven als antifeixistes. A més se'ls va llevar la ciutadania txecoslovaca a persones d'origen ètnic alemany i hongarès, o als qui durant l'ocupació alemanya van optar per obtenir la ciutadania alemanya o hongaresa; aquestes disposicions van ser anul·lades per als hongaresos el 1948, però no així en el cas dels alemanys. Els Decrets de Beneš encara causen polèmica entre els grups nacionalistes de la República Txeca, Alemanya, Àustria i Hongria.
Durant les eleccions de 1946, l'entusiasme popular suscitat per la Unió Soviètica i el seu Exèrcit Roig d'alliberament van beneficiar la creació del Partit Comunista de Txecoslovàquia (KSČ). L'opinió txecoslovaca estava decebuda amb Occident pels Acords de Múnic, que van permetre l'annexió dels Sudets per part d'Alemanya. Les eleccions parlamentàries de 1946 van donar com a guanyador al KSČ amb el 38% dels vots (encara que el Partit Demòcrata va guanyar a Eslovàquia), amb un poder desproporcionat que va incloure el control de l'exèrcit i la policia. El 1946 Edvard Beneš va ser elegit president de la República, i el líder comunista Klement Gottwald es va convertir en primer ministre, però al febrer de 1948 els soviètics van prendre el control del poder mitjançant una conspiració eslovaca contra el govern nacional; a partir d'aquests esdeveniments, es va inaugurar un període de repressió estalinista a Txecoslovàquia. Encara que es mantindria la ficció del pluralisme polític a través de l'existència del Front Nacional, el país es caracteritzava per l'absència de la democràcia liberal. Mentre que la seva economia es va mantenir més avançada que la dels seus veïns de l'Europa oriental, Txecoslovàquia va créixer econòmicament més feble en relació amb l'Europa occidental. En l'àmbit religiós, l'ateisme va ser oficialment promogut i ensenyat.